# Milionia magna
Milionia magna là một loài bướm đêm trong họ Geometridae.